# Philippa Lowthorpe
Philippa Lowthorpe (née le 27 décembre 1961) est une réalisatrice anglaise. Elle a notamment été récompensée pour l'obtention du Deluxe Director Award lors des WFTV Film and Television Awards (en) pour la minisérie Three Girls. Elle s'est également illustrée par la réalisations d'épisodes de la deuxième saison de la série télévisée The Crown ainsi que par la réalisation du film Miss Révolution (2020).

## Biographie
Lowthorpe naît dans un village près de Doncaster (Royaume-Uni), faisant alors partie du West Riding of Yorkshire,. Elle grandit à Nettleham, Lincolnshire, et fréquente la De Aston School (en) de Market Rasen. Elle intègre par la suite le St Hilda's College (Oxford).
Lowthorpe déménage à Bristol pour réaliser des documentaires pour BBC Bristol. Elle réalise ainsi des œuvres telles Three Salons at the Seaside et A Skirt Through History.
Ses documentaires primés l'amènent à être invitée à écrire et réaliser son premier drame, Eight Hours from Paris (1997) pour Screen Two (en) de George Faber (en). Elle travaille ensuite sur The Other Boleyn Girl (en) (2003), adapté du roman du même nom (en) (2001) de Philippa Gregory. Réalisé pour British Broadcasting Corporation films, il est diffusé sur BBC Two.
Lowthorpe est la principale réalisatrice de la première série de Call the Midwife. Le premier épisode obtient les plus hautes audiences de la décennie pour une série dramatique débutante. Pour cette série, elle remporte le British Academy Television Craft Award en 2013. La même année, elle accorde une entrevue diffusée sur le site de British Academy of Film and Television Arts et remporte un prix du British Film Institute. Philippa Lowthorpe est également la réalisatrice du premier spécial de Noël (en) de cette série (2013), pour lequel elle remporte le BAFTA de la réalisation 2013 (en). Elle est la seule femme à avoir remporté ce prix[réf. souhaitée].
Elle est remarquée pour d'autres réalisations telles Five Daughters (en) (2010), Jamaica Inn (en) (2014), Cider with Rosie (2015) et Swallows and Amazons (en) (2016). Celui-ci remporte le Gand Prize Feature au New York International Children's Film Festival (en) ainsi que le Youth Jury Award for Best Films4Families Feature au Festival international du film de Seattle de 2017,.
En 2017, Lowthorne réalise la mini-série Three Girls, qui traite de l'affaire des viols collectifs de Rochdale. La série remporte le BAFTA de la meilleure réalisation de fiction et meilleure mini-série en 2018, ainsi que le prix Italia.

## Filmographie

### Cinéma et télévision
| Année     | Titre                            | réalisation | scénario | autre | Notes                                                                               |
| 1992      | BBC 40 Minutes                   |             |          | Oui   | série documentaire épisode : Not at Their Age                                       |
| 1994      | Three Salons at the Seaside      | Oui         |          | Oui   | documentaire, également productrice                                                 |
| 1994      | A Skirt Through History          | Oui         | Oui      | Oui   | série documentaire, également productrice des épisodes The Experiment et A Marriage |
| 1997      | Eight Hours from Paris           | Oui         | Oui      | Oui   | téléfilm pour Screen Two, également productrice                                     |
| 2003      | The Other Boleyn Girl            | Oui         | Oui      |       | téléfilm                                                                            |
| 2006      | Beau Brummell: This Charming Man | Oui         |          |       | téléfilm                                                                            |
| 2007      | Sex, the City and Me             | Oui         | Oui      |       | téléfilm                                                                            |
| 2010      | Five Daughters                   | Oui         |          |       | mini-série                                                                          |
| 2013-2014 | Call the Midwife                 | Oui         |          |       | 5 épisodes                                                                          |
| 2014      | Jamaica Inn                      | Oui         |          |       | mini-série                                                                          |
| 2015      | Cider with Rosie                 | Oui         |          |       | téléfilm                                                                            |
| 2016      | Swallows and Amazons             | Oui         |          |       |                                                                                     |
| 2017      | Three Girls                      | Oui         |          |       | mini-série                                                                          |
| 2017      | The Crown                        | Oui         |          |       | épisodes Marionettes et Vergangenheit                                               |
| 2020      | Miss Révolution (Misbehaviour)   | Oui         |          |       |                                                                                     |

## Prix et distinctions
| Année | Organisation                                    | Catégorie                                        | Œuvre                       | Résultat   | Ref.   |
| ----- | ----------------------------------------------- | ------------------------------------------------ | --------------------------- | ---------- | ------ |
| 1995  | RTS Programme Awards                            | meilleur documentaire                            | Three Salons at the Seaside | Lauréat    | [ 16 ] |
| 2011  | RTS Programme Awards - West of England          | meilleur œuvre dramatique                        | Five Daughters              | Nomination | [ 17 ] |
| 2011  | RTS Programme Awards - West of England          | meilleure réalisatrice                           | Five Daughters              | Lauréat    | [ 17 ] |
| 2011  | RTS Programme Awards                            | meilleure série dramatique                       | Five Daughters              | Lauréat    | [ 18 ] |
| 2013  | British Academy Television Craft Awards         | Meilleure réalisation / divertissement           | Call the Midwife            | Lauréat    |        |
| 2013  | British Academy Television Awards               | Radio Times Audience Award                       | Call the Midwife            | Nomination |        |
| 2013  | Television and Radio Industries Club Awards     | Programme dramatique en HD de l'année            | Call the Midwife            | Lauréat    | [ 19 ] |
| 2013  | Christopher Award                               | Television & Cable                               | Call the Midwife            | Lauréat    | [ 20 ] |
| 2013  | RTS Programme Awards - West of England          | meilleure réalisation dramatique                 | Call the Midwife            | Lauréat    | [ 21 ] |
| 2013  | RTS Programme Awards                            | meilleure série dramatique                       | Call the Midwife            | Nomination | [ 22 ] |
| 2017  | Festival international du film de Seattle       | Youth Jury Award for Best Films4Families Feature | Swallows and Amazons        | Lauréat    | [ 10 ] |
| 2017  | RTS Programme Awards - West of England          | meilleure réalisation, drame                     | Swallows and Amazons        | Nomination | [ 23 ] |
| 2017  | New York International Children's Film Festival | Grand prix                                       | Swallows and Amazons        | Lauréat    | [ 24 ] |
| 2017  | WFTV Awards                                     | meilleure réalisation                            | elle-même                   | Lauréat    | [ 2 ]  |
| 2017  | Festival de la fiction TV de La Rochelle        | prix spécial du jury - fiction                   | Three Girls                 | Lauréat    |        |
| 2018  | British Academy Television Craft Awards         | Best Director: Fiction                           | Three Girls                 | Lauréat    |        |
| 2018  | British Academy Television Awards               | Best Mini-Series                                 | Three Girls                 | Nomination |        |
| 2018  | Broadcasting Press Guild Awards                 | meilleure mini-série/œuvre dramatique            | Three Girls                 | Lauréat    | [ 26 ] |
| 2018  | UK Broadcast Awards                             | meilleure série dramatique                       | Three Girls                 | Lauréat    | [ 27 ] |
| 2018  | RTS Programme Awards - West of England          | meilleure série télévisée dramatique             | Three Girls                 | Lauréat    | [ 28 ] |
| 2018  | RTS Programme Awards - West of England          | meilleure réalisation dramatique                 | Three Girls                 | Lauréat    | [ 28 ] |
| 2018  | RTS Programme Awards                            | meilleure mini-série                             | Three Girls                 | Lauréat    | [ 29 ] |

### Autres
- Docteure en art honorifique de l'Université de l'Ouest de l'Angleterre[5].